# 金問泗
金 問泗（きん もんし）は中華民国（台湾）の外交官・政治家。幼名は連、号は純儒。

## 事跡

### 北京政府から国民政府へ
1910年（宣統2年）、私立復旦公学を卒業し、1915年（民国4年）、省立天津北洋大学で法学士を取得した。翌年夏、北京政府で外交官・領事館試験を受験し、合格後は外交部にて勤務した。1917年（民国6年）夏、駐米公使館に派遣され、同時にコロンビア大学で国際公法と外交学を学んだ。1919年（民国8年）1月、パリ講和会議の中国代表団で副秘書をつとめる。同年、コロンビア大学で法学修士の学位を取得した。
1920年（民国9年）冬、駐英大使館に設置された国際連盟中国代表弁事処に転任し、秘書・専門委員に任ぜられた。翌年11月、ワシントン会議代表団秘書をつとめる。1922年（民国11年）2月に帰国し、北京政府の財政部で関税問題を専門的に取り扱う。まもなく外交部に復帰し、通商司榷税科科長などをつとめた。以後、督弁中俄会議事宜、関税特別会議委員会議案処幇弁、外交部議事処幇弁、外交部検事などを歴任している。
1927年（民国16年）7月、上海特別市政府専任参議に任ぜられ、以後、国民政府に転じることになる。翌年3月、外交部第1司司長に任ぜられ、翌月、駐江蘇交渉員となった。1929年（民国18年）2月、駐オランダ公使に任ぜられたが、実際には着任していない。1930年（民国19年）3月、農鉱部参事となり、翌年5月、同部の実業部への改組とともに上海農産物検験所所長も兼ねている。同年12月に外交部常務次長代理となったが、まもなく辞任し、いったん上海に引退する。

### 大使・公使としての活動
1932年（民国21年）9月、金問泗は復帰し、国際連盟に行政院副代表として出席している。また、リットン調査団にも中国側参与員団評議員として参加し、さらに国際連盟日華紛争特別会議代理全権もつとめた。翌年5月、再び駐オランダ公使に任ぜられ、着任する。また同年と翌1934年（民国23年）には、国際連盟の代理全権と全権をそれぞれつとめている。
1940年（民国29年）5月、ドイツ軍のオランダ侵攻に伴い、金問泗はジュネーヴに逃れて待命した。1941年（民国30年）5月、政府の命によりロンドンに赴き、オランダ大使とベルギー大使代理の事務を取り扱う。後にチェコとポーランドの公使事務も代理兼任した。1943年（民国32年）2月、オランダとの外交関係が公使から大使に昇格したことに伴い、金が引き続き大使となる。翌年9月には、駐ベルギー、ノルウェー、チェコ大使についても昇格あるいは兼任となった。1945年（民国34年）3月よりベルギー大使専任となったが、他国の大使事務についても暫時代理している。
戦後の1946年（民国35年）4月に、金問泗はベルギー大使の地位のまま、パリ和平会議中国代表団副代表をつとめた。同年9月には、国連ギリシャ国境紛争調査団中国代表団団長となっている。1948年（民国37年）、関税および貿易に関する一般協定（GATT）のジュネーヴ・ラウンドに中国代表団団長として参加した。翌1949年（民国38年）1月、駐ルクセンブルク公使を兼任する。

### 晩年
国民政府が台湾に逃れた後も、金問泗は引き続き大使・公使の地位にあったが、1955年（民国44年）6月に駐ベルギー大使を、1959年（民国48年）3月に駐ルクセンブルク公使をそれぞれ辞任した。以後、アメリカに渡り、ニューヨークやワシントンD.C.で閑居している。
1968年4月12日、ワシントンD.C.にて死去。享年77（満75歳）。『中国与国際連盟』など中華民国外交に関連する著書、回顧録を遺している。